# Fassbrause

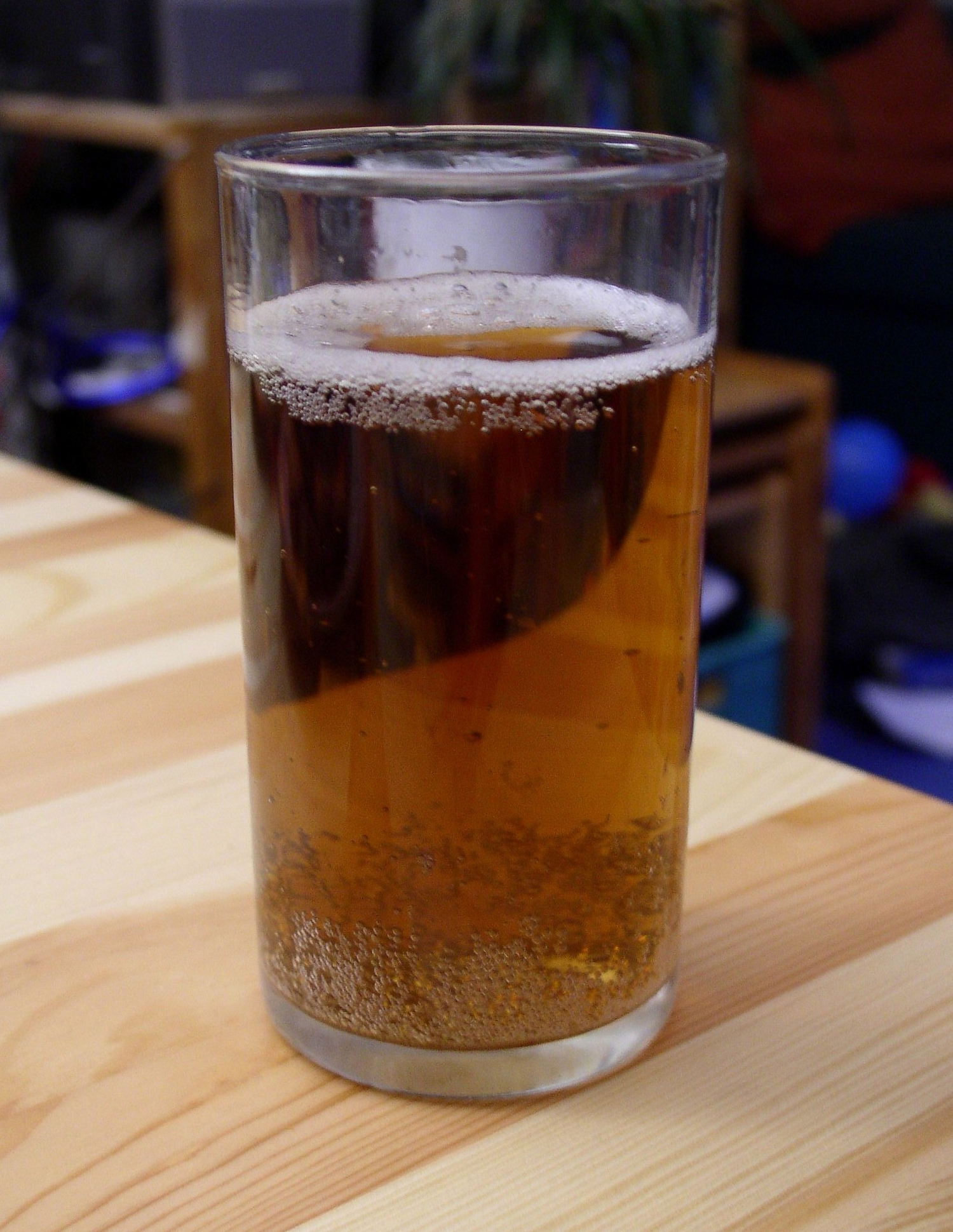
Ein Glas Fassbrause

Fassbrause ist ursprünglich eine aus natürlichen Frucht- und Kräuterzusätzen sowie Malzextrakt hergestellte Limonade. Inzwischen werden auch andere alkoholfreie Brauprodukte oder alkoholhaltige Biermischgetränke in verschiedenen Geschmackssorten als „Fassbrause“ bezeichnet. Der Name leitet sich von der ursprünglichen Abfüllung aus Fässern der Brauereien ab, später wurde Fassbrause auch in Flaschen abgefüllt.

## Herstellung von Fassbrause
Eine traditionell hergestellte Fassbrause besteht aus Wasser, Malzextrakt, Zucker und verschiedenen Aromastoffen. Oftmals wird Fassbrause auch mit Limonade in Verbindung gebracht, da im Normalfall kein Bier enthalten ist.

## Geschichte und Verbreitung in Berlin und Brandenburg
Der Chemiker Ludwig Scholvien erfand 1908 in Berlin Fassbrause für seinen Sohn, um ihm ein in Farbe und Geschmack dem Bier ähnliches alkoholfreies Getränk anzubieten. Zu diesem Zweck enthält das von Scholvien entwickelte Originalrezept neben den überwiegend in Brauereien verwendeten Zutaten Wasser und Malz ein natürliches Konzentrat aus Äpfeln und Süßholzwurzeln. In den 1960er-Jahren wurde in den USA ein Getränk namens Apple Beer eingeführt, welches auf dem Fassbrause-Rezept der Dr. Scholvien GmbH & Co. Essenzenfabrik basierte. Nach Übernahme der Essenzenfabrik im Jahr 1985 stellte die Wild GmbH & Co. KG am Produktionsstandort in Berlin-Spandau das Konzentrat her, bevor sie es an die zum Oetker-Konzern gehörende Radeberger Gruppe verkaufte. Heute ist diese Fassbrause vor allem im Berliner Raum auch weiterhin tatsächlich „vom Fass“ erhältlich und wird dort als Spezialität angesehen. Fassbrause wird im Berliner Dialekt Sportmolle (von berlinerisch Molle = Bier) genannt. Sie kann ebenfalls mit Bier gemischt getrunken werden und wird dann in Berlin und Brandenburg als „Gespritztes“ bezeichnet.
Im Süden Brandenburgs ist Fassbrause rot, weil sie auf Himbeerbasis gegoren wird. Sie steht in der Tradition der in der DDR beliebten „roten Fassbrause“.
Den größten Anteil am Fassbrause-Markt haben die (mit Wasser von Mineralquell Bad Liebenwerda hergestellte) Marke Rixdorfer, die in der 0,33-l-Flasche für die Berliner Kindl Brauerei vertrieben wird, sowie die Berliner Fassbrause von Spreequell. Seit August 2012 gibt es in Berlin die koffeinhaltige Fassbrause Kreuzbär.

## Entwicklung als „Fassbrause“ bezeichneter Biermischgetränke

### Marktplatzierung und Vermarktung seit 2009
Bis zum Jahr 2009 war die Marktbedeutung der klassischen Fassbrause gering und die markenrechtlich nicht schutzfähige Gattungsbezeichnung über die Region Berlin-Brandenburg hinaus wenig bekannt. Der Begriff „Fass“ wird vor allem in der Gastronomie in Verbindung mit Brauerei und dem Produkt Bier gebracht. „Brause“ wird in diesem Zusammenhang allgemein als ein Synonym für ein mit Kohlensäure versetztes Getränk verstanden. Dieses Schattendasein der ursprünglichen Fassbrause, die freie Verfügbarkeit des Namens und zudem der Domain sowie die Möglichkeit, die Rezeptur frei wählen zu können, erkannte der Marketing-Berater Andreas Huse und empfahl der Kölner Brauerei Gaffel die Herstellung und Vermarktung eines alkoholfreien Erfrischungsgetränkes namens „Gaffels Fassbrause“. Diese rheinische Variante sollte eine Kombination aus einem alkoholfreien, kalorienreduzierten Radler und einer mit natürlichen Ingredienzien angereicherten Bio-Limonade sein. Ziel war es, der renommierten Kölsch- bzw. Fassbiermarke „Gaffel Kölsch“ ein neuartiges alkoholfreies Erfrischungsgetränk zur Seite zu stellen, um zeitgemäßen Verbraucherwünschen zu entsprechen und den seit Jahren schrumpfenden Bierabsatz zu kompensieren. Die Brauerei entwickelte das Produkt und führte es im April 2010 ein. Innerhalb eines halben Jahres erreichte die Brause 15 % am Gesamtabsatz der Brauerei. Nicht zuletzt die sogenannten Fernsehmarken „Holsten“, „Krombacher“ und „Veltins“ sorgten für hohe Bekanntheit und schufen bundesweit ein neues Segment im Getränkemarkt: Da der Name „Fassbrause“ nicht geschützt ist, bieten mittlerweile viele Brauereien „Fassbrausen“ als Ergänzung ihres alkoholfreien Produktsortiments an, die sich in Farbe, Zutaten und Geschmack von der ursprünglichen Fassbrause deutlich unterscheiden. Viele dieser „Fassbrausen“ sind ein Biermischgetränk; sie enthalten einen Teil alkoholfreies Bier.

### Anbieter und Verbreitung

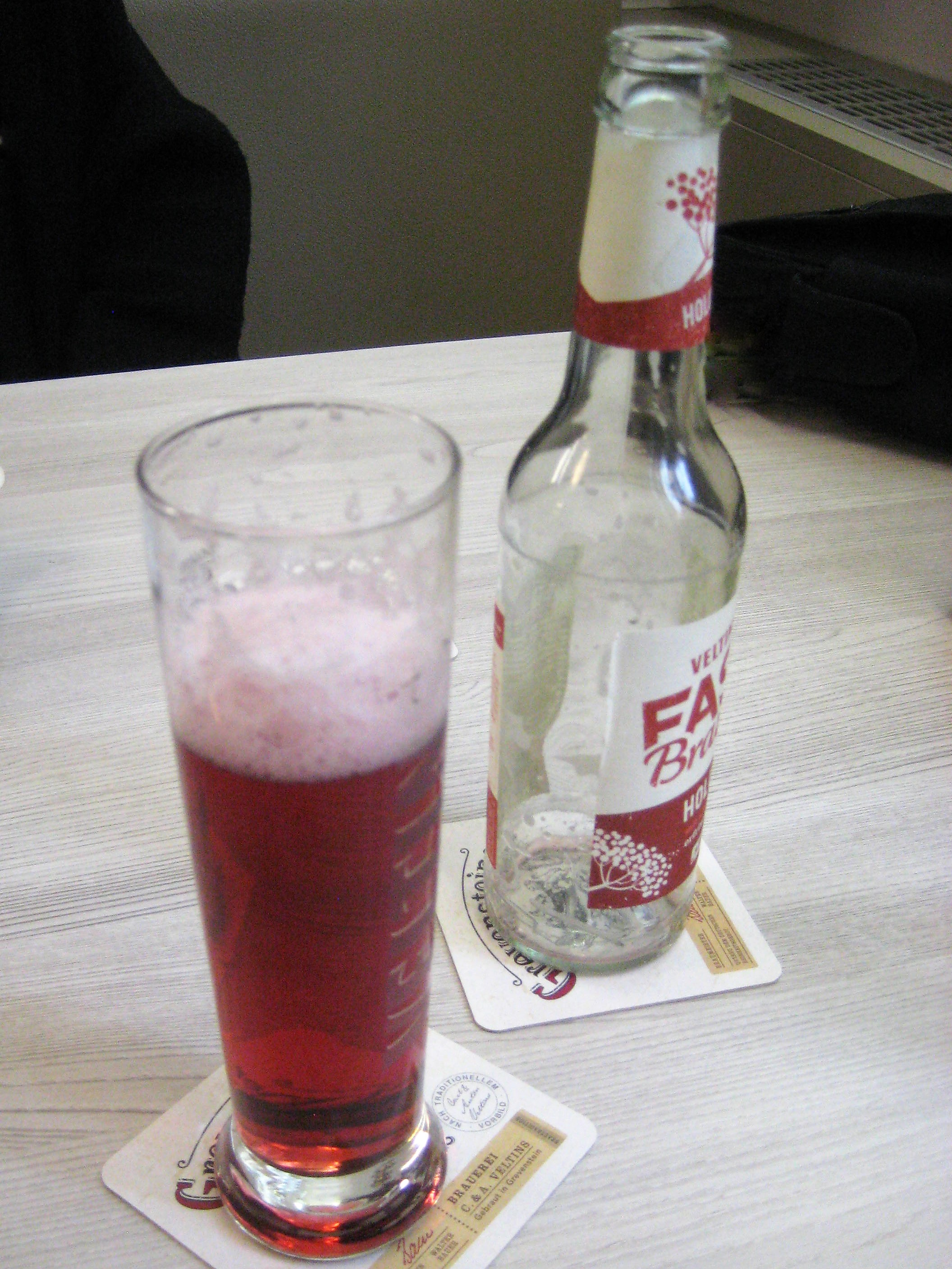
„Fassbrause Holunder“ – alkoholfreies Biermischgetränk mit Holundergeschmack

Diese „Fassbrausen“ können eine Mischung aus Limonade und Malzextrakt oder alkoholfreiem Bier sein. Mehr als ein Dutzend Varianten dürften mittlerweile auf dem Markt sein. Die Hersteller dieser „Fassbrausen“ verweisen auf die gegenüber reiner Limonade oder Cola vergleichsweise geringen Gehalt an Nahrungsenergie. Im Mittelpunkt steht die Vermarktung eines als „Fassbrause“ deklarierten Getränks als Trend, der eine „traditionelle Sorte mit aktueller Geschmacksinterpretation“ verbindet. Neben der „Gaffels Fassbrause“, die nach Unternehmensangaben nur „der rheinische Namensvetter der Berliner Fassbrause, aber weder mit ihr verwandt noch verschwägert“ ist, gibt es aus diesem Grund seitdem vornehmlich in Nordrhein-Westfalen Brauereianbieter, die „Fassbrause“ auf Basis eines alkoholfreien Brauproduktes herstellen und in mehreren Geschmacksrichtungen anbieten: Sowohl kleine regionale und Privatbrauereien als auch Branchengrößen haben „Fassbrausen“ im Sortiment. Allein im Jahr 2012 stellte ein halbes Dutzend Brauereien ihre neuen Produkte vor. Neben der Roten Himbeerbrause gibt es Varianten in Geschmacksrichtungen wie Waldmeister (grün), Zitrone (klar), Grapefruit, Holunder und Cassis (rot), Orange (gelb-orange) und Blaubeere (violett). Diese Produkte werden häufig in Mehrwegflaschen abgefüllt und verkauft, es gibt aber inzwischen auch z. B. Fassbrause mit Zitronengeschmack in Einwegflaschen.

### Kritik an als „Fassbrause“ bezeichneten Biermischgetränken
Obwohl in der lebensmittelrechtlichen Literatur die Bezeichnung von Erfrischungsgetränken als „Fassbrause“ als rechtlich unbedenklich eingestuft wird, haben Lebensmittelkontrolleure jene Fälle von Mischgetränken mit als alkoholfrei bezeichneten Bieren, welche einen Restalkoholgehalt von bis zu 0,5 % aufweisen dürfen, als irreführende Deklaration kritisiert, weil es sich nach ihrer Auffassung dabei nicht um eine Brause handele. Für „trockene Alkoholiker“ gelte ein solches Getränk als ungeeignet. Eltern würden im Unklaren gelassen, dass solche Getränke Alkohol enthalten.
Das Chemische und Veterinäruntersuchungsamt Ostwestfalen-Lippe entgegnete im Jahresbericht 2012, für Kinder sei der Verzehr solcher Getränke nach Meinung der meisten Suchtexperten und Toxikologen nicht gesundheitsschädlich. Fruchtsäfte enthalten aufgrund natürlicher Gärung der Früchte Alkohol in ähnlicher Größenordnung.
Eine Suchtselbsthilfegruppe verglich Fassbrausen mit alkoholfreiem Bier mit Alkopops; konsumierende Jugendliche würden „sehr früh […] an den Geschmack von Bier herangeführt“. Ähnlich kritisiert die Deutsche Gesellschaft für Ernährung die Vermarktung alkoholfreier Mischgetränke als „Fassbrausen“: „Wenn da […] alkoholfreies Bier mit drin ist, dann wird es problematisch. […] wenn es […] nach Bier schmeckt, dann gewöhnen sich die Kinder […] an den Geschmack von Bier und das sollte nicht sein.“ Anbieter solcher „Fassbrausen“ haben sich dem Vorwurf des Etikettenschwindels ausgesetzt gesehen. Die Behörden erklärten, keine Maßnahmen zu ergreifen, weil weder für die Herstellung noch für die Kennzeichnung von „Fassbrause“ eine Norm existiere.